# ليندافا
ليندافا (بالإنجليزية: Lendava)‏ هي مستوطنة تقع في سلوفينيا في . يقدر عدد سكانها بـ 11,151 نسمة ومساحتها 123.0 كم2 .

## المدن التوأمة
مدن زالاجيرسيج وSeiersberg هي مدن توأمة لـليندافا.